# Geert Arend Roorda
Geert Arend Roorda est un footballeur néerlandais, né le 2 mars 1988 à Heerenveen aux Pays-Bas. Il évolue au Flevo Boys comme milieu de terrain.

## Palmarès
SC Heerenveen
- Coupe des Pays-Bas
  - Vainqueur (1) : 2009